# Rouvres-la-Chétive
Rouvres-la-Chétive är en kommun i departementet Vosges i regionen Grand Est (tidigare regionen Lorraine) i nordöstra Frankrike. Kommunen ligger i kantonen Châtenois som tillhör arrondissementet Neufchâteau. År 2022 hade Rouvres-la-Chétive 459 invånare.

## Befolkningsutveckling
Antalet invånare i kommunen Rouvres-la-Chétive
| Referens: INSEE |